# Quadrinarea perezi
Quadrinarea perezi är en insektsart som beskrevs av Ramos 1989. Quadrinarea perezi ingår i släktet Quadrinarea och familjen hornstritar. Inga underarter finns listade i Catalogue of Life.